# Mellanistid

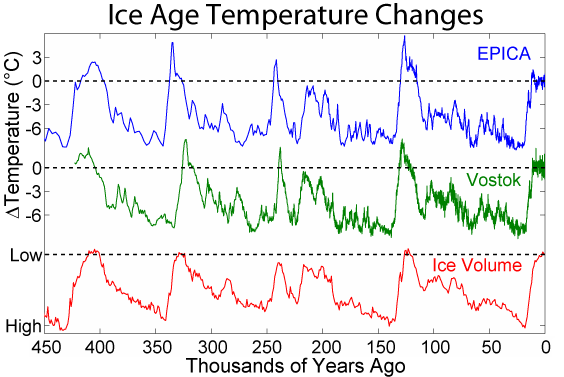
Istidsdata från Antarktis.

Mellanistid, interglacial eller interglacialtid kallas de relativt mycket varma – och kortare – perioderna mellan istider. De varar oftast 10 000 år eller mer, de senaste fyra mellanistiderna har varat över 20 000 år.
Före den senaste istiden weichselistiden fanns en period benämnd eem. Den varade under cirka 10 000 år och präglades av ett klimat cirka fyra grader varmare i årsgenomsnitt jämfört med idag. Detta medförde stora skillnader i växtlighet och fauna, liksom i havsnivå/landgränser. Norden var till exempel en ö, separerad från övriga Europa.